# Benthobatis marcida
Benthobatis marcida är en rockeart som beskrevs av Bean och Clarence Moores Weed 1909. Benthobatis marcida ingår i släktet Benthobatis och familjen Narcinidae. IUCN kategoriserar arten globalt som livskraftig. Inga underarter finns listade.